# Palamedes
|  | Per a altres significats, vegeu «Palamedes (gramàtic)». |

Palamedes (en grec antic Παλαμήδης) era, segons la mitologia grega, un príncep grec que va participar en la Guerra de Troia. Era un dels tres fills de Naupli, rei d'Eubea i de Clímene, filla de Catreu. Els seus germans eren Èax i Nausimedont.
La seva llegenda es coneix independentment dels poemes homèrics. Va ser un dels deixebles del centaure Quiró, al costat d'Aquil·les, Àiax i Hèracles, i va participar en els preliminars de la guerra de Troia. Quan Paris va raptar Helena, Palamedes consolà Menelau i intentà calmar-lo. Després, segons alguns autors, participà en una ambaixada a Troia amb Odisseu i Menelau, per buscar una solució pacífica del conflicte. Va portar una carta personal de Clitemnestra a Helena que la volia convèncer de tornar amb el seu marit. En la segona ambaixada enviada des de Tènedos, Palamedes apareix al costat de Menelau, Odisseu, Diomedes i Acamant.
Quan els pretendents d'Helena es preparaven per anar a Troia per recuperar la jove, Odisseu, encara que hi estava compromès pel jurament que havia fet a Tindàreu, va voler escapar-se del compromís. Quan Menelau i Palamedes el van anar a buscar, Odisseu es va fer el boig. Va junyir al seu carro un ase i un bou junts i estava sembrant sal. Però Palamedes va descobrir l'engany col·locant el petit Telèmac davant l'arada que l'heroi feia servir per llaurar. Odisseu no va resistir la prova i va parar el jou a temps per no matar el nen. Una altra versió diu que Palamedes va amanaçar amb l'espasa Telèmac, i que el seu pare va venir corrents a salvar-lo. En tot cas, Palamedes desmuntà els enganys d'Odisseu, i el va obligar a unir-se a l'expedició. Odisseu no el va perdonar mai.
També es deia que Palamedes havia participat en la recerca d'Aquil·les, que s'amagava a Esciros, a la cort de Licurg. Menelau l'havia enviat com a herald a la cort d'Enopió i a la de Cíniras, rei de Xipre. Va desemmascarar una dona, Epípole, filla de Caristos, que s'havia disfressat d'home per anar amb l'armada grega. Epípole va ser lapidada.
A la primera època de l'expedició, Palamedes va prestar molts serveis a l'exèrcit, i aixecava la moral dels combatents, preocupats per mals presagis, sobretot pel d'un eclipsi. Va intentar també aturar la pesta que va delmar l'exèrcit grec, i que ell havia previst quan un llop (l'animal d'Apol·lo) va entrar al camp des dels boscos d'Ida. Va preveure una passa de gana fent venir les "Vinyataires", les tres filles d'Enopió (o d'Anios)
Però a la fi, Odisseu es va venjar d'ell. Les versions són diferents, però totes indiquen la perfídia d'Odisseu cap a Palamedes. S'explica que Odisseu va obligar un troià, després d'haver-lo fet presoner, a escriure una carta en nom de Príam, en la qual es donava a entendre que Palamedes havia ofert als troians trair els grecs. Després va subornar un esclau de Palamedes per amagar or sota el llit del seu amo. I finalment va fer córrer la carta pel campament i Agamèmnon la va trobar, va detenir Palamedes i la va lliurar als grecs. Palamedes va ser lapidat. Una altra versió explicava que Odisseu i Diomedes van convèncer Palamedes de baixar a un pou, on li van llençar roques i terra i va morir. La mort de Palamedes es va fer proverbial com a mort injusta, resultat de les intrigues dels dolents contra algú que valia més que ells.
Segons la tradició, a Palamedes se li atribuïen un gran nombre d'invents: fars, balances, pesos i mesures, l'alfabet, el llançament de disc, el càlcul de la durada dels mesos segons el curs dels astres, el joc de dames (que va inventar en un període de gana per evitar que la gent pensés massa en el menjar), el joc de daus i l'art de situar el sentinella. També se li atribueix la invenció dels números, cosa que comparteix amb Museu i Prometeu.
El seu pare Naupli, decidit a venjar-lo, va visitar una per una totes les dones dels reis i prínceps grecs que lluitaven a Troia i els explicava la mateixa història a totes: que els seus marits eren morts o tenien concubines, i va impulsar les dones a tenir amants.. Així, cap rei no tindria un bon repòs en tornar de Troia.